# Brusuglio
Brusuglio (lombardisch Brusô [bryˈzu:]) ist ein Stadtteil der italienischen Gemeinde Cormano in der Metropolitanstadt Mailand.

## Geschichte

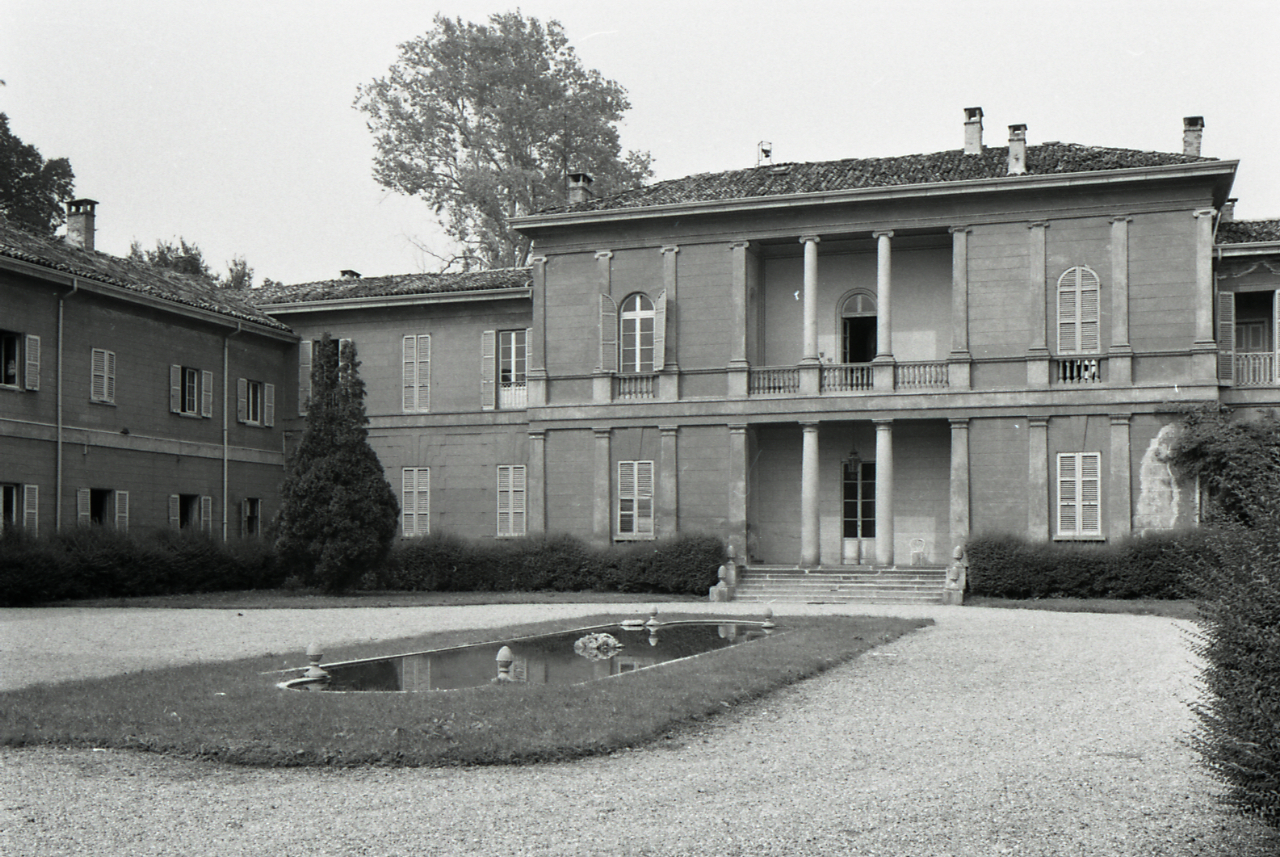
Die Villa von Alessandro Manzoni in Brusuglio

Die Ursprünge des Dorfes sind bis heute wenig bekannt: erstmals wurde das damals zum Pfarrbezirk Bruzzano gehörende „Brasule“ im Jahre 1346 erwähnt.
Das Dorf lag an der alten Straße Mailand–Como, der heutigen Comasinella.
1808 wurde Brusuglio per Napoleonischen Dekret zur Reduzierung der kleineren Landgemeinden nach Bruzzano eingemeindet. Mit der Wiederherstellung des Österreichischen Herrschafts wurde die Gemeinde Brusuglio 1816 wieder selbstständig.
An der Gründung des Königreichs Italien (1861) zählte die Gemeinde 669 Einwohner. 1871 wurde sie mit der Gemeinde Cormano in die neue ebenfalls genannte Gemeinde Cormano fusioniert.

## Verkehr
Brusuglio ist vom Haltepunkt Milano Bruzzano der Bahnstrecke Mailand–Asso erreichbar.